# Trespass
Trespass — второй студийный альбом британской прогрок-группы Genesis, выпущенный 23 октября 1970 года.

## История создания
В августе 1969 года Genesis решили стать профессиональной группой. К основателям — гитаристу Энтони Филлипсу, басисту Майку Резерфорду, вокалисту и флейтисту Питеру Гэбриелу и клавишнику Тони Бэнксу — присоединился барабанщик Джон Сильвер. Они расстались с продюсером Джонатаном Кингом и решили записать более сложный материал, нежели простая поп-музыка их дебютного альбома. Группа приобрела новое оборудование, в том числе бас-гитару и орган Хаммонда, и записала несколько композиций для демо, в числе которых были «White Mountain» и «Family» (которая позже была переименована в «Dusk»). 
Вскоре после этого Сильвер уехал учиться в США, и его место занял новый ударник Джон Мэйхью. В новом составе Genesis отыграли свои первые концертные выступления в качестве профессиональной группы, совершив в сентябре 1969 года поездку по местным клубам и университетам. В начале 1970 года они получили шестинедельную резиденцию в джаз-клубе Ронни Скотта в Сохо, во время которой их заметил Джон Энтони, продюсер компании Charisma Records, который убедил руководство компании подписать контракт с начинающей группой. В феврале 1970 года Genesis записали две новые песни «Looking for Someone» и «Stagnation» для сеанса BBC.
В июне 1970 года группа прибыла в Trident Studios в Лондоне, чтобы записать новый альбом. Джон Энтони присоединился к ним в качестве продюсера и звукоинженера, и песни были записаны на 16-дорожечную ленту. В этот момент у группы уже было достаточно материала для записи двух альбомов, но некоторые песни они посчитали недостаточно сильными и отобрали для нового альбома лишь лучшие из них.

## Об альбоме
Согласно журналу Classic Rock, музыкальная палитра альбома демонстрирует способность Genesis «сплетать контрастирующие звуковые формы в единый сверкающий жгут». Тексты альбома связаны с аллегориями, библейскими сюжетами, духовными поисками — со всем, кроме «повседневной мирской суеты». Клавишник Тони Бэнкс отмечает школьное увлечение Genesis греческой мифологией, что можно заметить на первых трёх альбомах.

«Мы скорее оставались в тени нашей музыки, чем выпячивали наши эго. В мире кино сказали бы, что мы работаем в „фэнтезийном жанре“. Мы пытались перенести слушателей в другой мир. Мы определённо были эскапистской группой. На шоу, которые мы делали, люди могли забыть обо всём на свете».— Тони Бэнкс, интервью Classic Rock
Вместе с тем, зачастую встречая незаинтересованность публики и принимая во внимание длительные паузы для настройки инструментов, Гэбриэл начал заполнять пространство между песнями монологами, которые впоследствии стали отличительной особенностью Genesis.
11 ноября 2008 года альбом был переиздан формате Super Audio CD. В интервью, посвящённому созданию альбома, Питер отмечал о своём желании играть на каком-либо инструменте, быть частью звучания группы — и этим инструментом стала флейта.

## Список композиций
| №  | Название              | Длительность |
| -- | --------------------- | ------------ |
| 1. | «Looking for Someone» | 7:06         |
| 2. | «White Mountain»      | 6:45         |
| 3. | «Visions of Angels»   | 6:51         |

| №  | Название     | Длительность |
| -- | ------------ | ------------ |
| 1. | «Stagnation» | 8:50         |
| 2. | «Dusk»       | 4:13         |
| 3. | «The Knife»  | 8:56         |

## Участники записи
- Питер Гэбриел — вокал, флейта, гобой, аккордеон, большой барабан, ударные
- Энтони Филлипс — гитара, ударные, бэк-вокал
- Майк Резерфорд — бас-гитара, акустическая гитара, виолончель, бэк-вокал
- Тони Бэнкс — орган, клавишные, меллотрон, гитара, бэк-вокал
- Джон Мэйхью — барабаны, ударные, бэк-вокал

## Хит-парады
| Хит-парад | Наивысшая позиция |
| --------- | ----------------- |
| США       | 98                |
| Бельгия   | 7                 |